# Karangtumaritis
Karangtumaritis is een bestuurslaag in het regentschap Indramayu van de provincie West-Java, Indonesië. Karangtumaritis telt 9016 inwoners (volkstelling 2010).